# Orientierungslauf-Weltcup 1986
Der Orientierungslauf-Weltcup 1986 war die erste Auflage der internationalen Wettkampfserie im Orientierungslauf. Zwischen dem 1. Mai und dem 5. Oktober wurden acht Wettkämpfe in Europa und Nordamerika ausgetragen.
Insgesamt nahmen Läufer aus 25 Nationen teil. Für einen Wettkampfsieg gab es 30 Punkte. Die besten vier Resultate kamen letztlich in die Gesamtwertung. Dabei gewannen Kent Olsson aus Schweden und Ellen Sofie Olsvik aus Norwegen.

## Austragungsorte
| Wettkampf | Datum      | Austragungsort | Wettbewerb | Bemerkung |
| --------- | ---------- | -------------- | ---------- | --------- |
| 1         | 1. Mai     | Halden         |            |           |
| 2         | 17. Mai    | Ontario        |            |           |
| 3         | 24. Mai    | New York State |            |           |
| 4         | 12. Juli   | Raon-l’Étape   |            |           |
| 5         | 20. Juli   | Fjärås         |            |           |
| 6         | 7. August  | Jičín          |            |           |
| 7         | 10. August | Eger           |            |           |
| 8         | 5. Oktober | Zürich         |            |           |

## Gesamtwertung
Zur Bewertung wurden die vier besten Resultate herangezogen. Die maximal erreichbare Punktzahl betrug demnach 120.
| Männer | Männer | Männer           | Männer |
| Platz  | Land   | Athlet           | Punkte |
| ------ | ------ | ---------------- | ------ |
| 1      | SWE    | Kent Olsson      | 117    |
| 2      | NOR    | Øyvin Thon       | 112    |
| 3      | SWE    | Mikael Wehlin    | 95     |
| 4      | NOR    | Tore Sagvolden   | 93     |
| 5      | NOR    | Håvard Tveite    | 90     |
| 6      | SWE    | Lars Lönnqvist   | 87     |
| 7      | SUI    | Urs Flühmann     | 85     |
| 8      | SWE    | Lars Palmqvist   | 82     |
| 9      | NOR    | Morten Berglia   | 80     |
| 10     | SWE    | Joakim Ingelsson | 80     |

| Frauen | Frauen | Frauen             | Frauen |
| Platz  | Land   | Athlet             | Punkte |
| ------ | ------ | ------------------ | ------ |
| 1      | NOR    | Ellen Sofie Olsvik | 112    |
| 2      | NOR    | Jorunn Teigen      | 108    |
| 3      | SWE    | Karin Rabe         | 101    |
| 4      | NOR    | Ragnhild Bratberg  | 100    |
| 5      | SUI    | Frauke Sonderegger | 96     |
| 6      | NOR    | Brit Volden        | 95     |
| 7      | FIN    | Riitta Karjalainen | 84     |
| 8      | SWE    | Arja Hannus        | 79     |
| 9      | TCH    | Ada Kuchařová      | 79     |
| 10     | SUI    | Ruth Humbel        | 78     |